# Igor Szergejevics Drucsin
Igor Szergejevics Drucsin, И́горь Серге́евич Дру́чин (Szmidovics, 1929. február 6. – Csebokszári, 2002. november 24.) szovjet-orosz tudományos-fantasztikus író.

## Élete
Apja vasúti munkás volt, aki 1937-ben családjával Odesszába költözött. Itt négy iskolai osztályt járt, majd a második világháború miatt evakuálták, új lakhelyén további hét osztályt végzett el. 1952-ben az Odesszai Állami Egyetem geológiai karát végezte el, ezután geológusként dolgozott. 1971 márciusában költözött Csuvasföldre.
1968-ban a Кузнецкий рабочий című lap jelentette meg első, Бумеранг című fantasztikus történetét, amelyet a Техника – молодёжи című magazin versenyére írt. Ugyanebben az évben publikált egy humoros, a geológusok mindennapi életével foglalkozó sorozatot. 1969-ben a Огни Кузбасса című almanachben jelent meg Лайма című lírai története. 1971-ben ugyanebben az almanachban jelent meg Тени лунных кратеров című novellája, amely meghatározta írói munkássága további irányát. 
A Csebokszáriban megjelenő Дружба című antológiasorozat közölte további fantasztikus novelláit, például: Ритм галактик (1974); Дороги ведут в Сантарес (1975); Яд змеи (1977) stb. Ugyanebben az időszakban munkái megjelentek a Komszomol Központi Bizottsága Молодая гвардия című lapjában is (Тени лунных кратеров és Лабиринт). Munkáiban a Földhöz legközelebb eső bolygók tanulmányozásának, megismerésének problémáival foglalkozott. E témának szentelt Хрупкое время Ауэны című regénye 1984-ben a Дружба két számában jelent meg. Drucsin munkái önállóan a Дороги ведут в Сантарес (1978), Пепельный свет Селены (1980) és a Хрупкое время Ауэны (1990) című novellásköteteiben jelentek meg. Magyarul egyetlen novellája jelent meg a Galaktika 26. számában 1977-ben, Holdkráterek árnyai címmel.

## Fordítás
- Ez a szócikk részben vagy egészben  a(z)   Дручин, Игорь Сергеевич című orosz Wikipédia-szócikk ezen változatának fordításán alapul.  Az eredeti cikk szerkesztőit annak laptörténete sorolja fel. Ez a jelzés csupán a megfogalmazás eredetét és a szerzői jogokat jelzi, nem szolgál a cikkben szereplő információk forrásmegjelöléseként.